# Telesforo Monzón
Pour les articles homonymes, voir Monzón (homonymie).
Telésforo Monzón, né le 1er décembre 1904 à Bergara et mort à Bayonne le 9 mars 1981 est un leader basque espagnol (abertzale), politicien et écrivain de langue basque. Il lutte pour un Pays basque indépendant lors des années de la guerre d'Espagne. Dirigeant du Parti nationaliste basque pendant la Seconde République et la guerre civile, Telesforo Monzón part en exil pendant plus de quarante ans. Figure de référence du nationalisme indépendantiste, il fonde à son retour au Pays basque, avec d'autres, la coalition Herri Batasuna. Il s'est beaucoup consacré au développement de la culture basque.

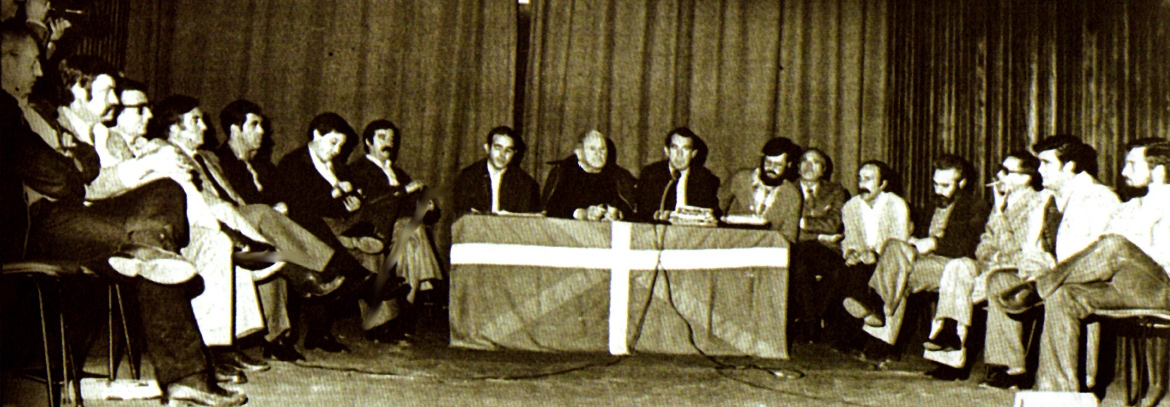
Création en 1978 du parti Herri Batasuna avec Jokin Gorostidi, Telesforo Monzón, Patxi Zabaleta, Jon Idigoras et Txomin Ziluaga.

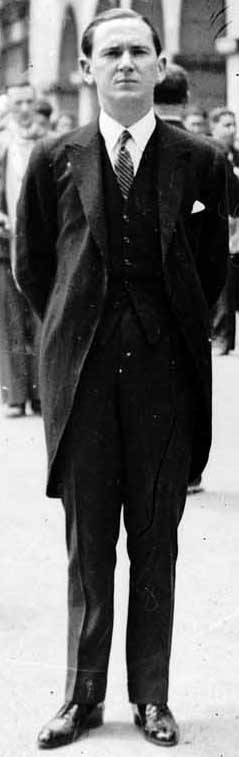
Telesforo Monzón en 1934.

## Biographie
De famille aristocratique, Telesforo Monzón étudie le droit à Madrid, et n'ayant pas fini ses études, il rejoint le PNV en 1930, puis est élu conseiller municipal de sa ville natale aux élections municipales historiques de 1931 qui ont conduit à la proclamation de la Seconde République. Il est ensuite élu député aux Cortès à 28 ans. En 1936, à l'âge de 32 ans, il est nommé ministre de l'Intérieur du premier gouvernement autonome basque présidé par José Antonio Aguirre. À la fin de la guerre civile espagnole, il doit s'exiler tout d'abord à Caracas au Venezuela, puis s'installe en Iparralde à Saint-Jean-de-Luz. 
Auteur de neuf pièces de théâtre, ses œuvres poétiques nous rappellent celles de Federico García Lorca, eurent beaucoup de succès. Elles ont été jouées par les troupes de Saint-Jean-de-Luz, d'Iholdy et surtout celle d'Hélette. Tefesforo de Monzon faisait la mise en scène de ses propres pièces.
Il sera membre correspondant à l'Académie de la langue basque. Il meurt en  mars 1981 et est enterré dans sa ville de naissance Bergara.
Une pastorale en 2011 à Larrau, écrite par Johañe Bordaxar, lui a été consacrée.
En 2022, Anne de Galzain réalise son portrait dans Le rêve basque.

### Poésie et bertso
- Gudarien egiñak. Olerkietan, 1947, Graf. Moderne;
- Hitzak eta idazkiak. 4, 1986, Jaizkibel;
- Urrundik. Bake-oroi. Lenengo idaztia, 1945, Graf. Cultura.

### Théâtre
- Lau kantari eta xori bat, 1956, Euzko Gogoa;
- Behorraren ostikoa, 1961, Egilea editore;
- Eneko Bizkai eta Maria Lorka, 1966, Graf. Hernani;
- Gure behia hila da!, 1960, Egilea editore;
- Hazparneko Anderea. Antzerkia hiru zatitan, 1984, Elkar;
- Menditarrak, 1957, Euzko Gogoa.

### Collection
- Langosta baten inguruan, 1995, Elkar.